# Zabrze Mikulczyce
Zabrze Mikulczyce – nieczynna stacja kolejowa w 
Mikulczycach, dzielnicy Zabrza, w województwie śląskim.
Dworzec otwarto 15 lutego 1906 roku. Budynek dworcowy posiadał trzy kondygnacje. U góry znajdowały się mieszkania służbowe. Na peronach znajdowały się wiaty oraz ławki. Dawniej dworzec ten ze względu na większą liczbę połączeń był ważniejszy niż dworzec w centrum. W 1994 roku wstrzymano ruch pasażerski, a stację całkowicie zamknięto 1 czerwca 1996 roku.
| Zabrze Mikulczyce                               |  |                                   |
| Linia 132 Bytom – Wrocław Główny (28,257 km)    |  |                                   |
| Zabrze Biskupiceodległość: 5,097 km             |  | Czekanów Wieś odległość: 1,956 km |
| Linia 178 Zabrze Mikulczyce – Tworóg (0,000 km) |  |                                   |
|                                                 |  | Wieszowa odległość: 5,067 km      |